# إيغور تكاشينكو

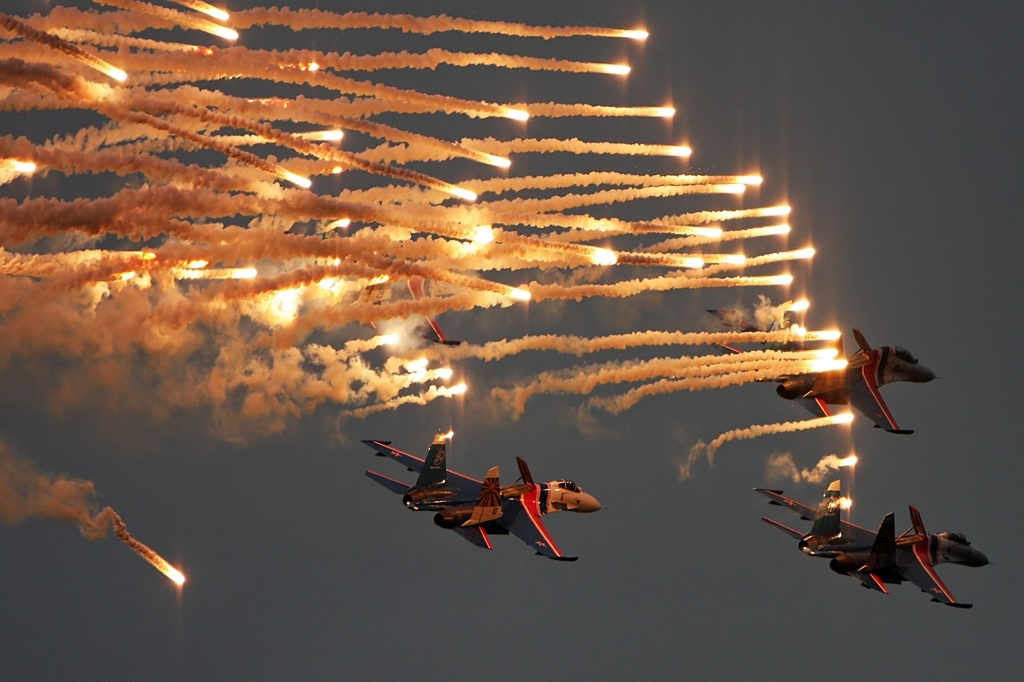
تحية الفرسان الروس تخليدا لذكرى إيغور تكاتشينكو، قائد المجموعة، الذي توفي بشكل مأساوي.

إيغور تكاشينكو (الروسية: Ткаченко, Игорь Валентинович) هو طيار روسي، ولد في 26 يوليو 1964 في فينتسي في روسيا، وتوفي في 16 أغسطس 2009 في جوكوفسكي في روسيا.